# Blue Bottles
Blue Bottles è un cortometraggio del 1928, diretto da Ivor Montagu.

## Trama
"Da piccoli eventi scaturiscono grandi conseguenze. (Proverbio spagnolo).".
Una serie di loschi individui arrivano, più o meno alla spicciolata, in un appartamento, dove pare si siano dati un convegno. Dopo che tutti sono entrati l'agente Spiffkins bussa alla porta, lo spioncino si apre, alcuni dei convenuti escono dall'ingresso, assalgono il poliziotto e lo trascinano dentro.
Quella stessa sera Elsa esce dal cinema – dove davano un film di Ivor Montagu -, saluta la sua amica e si incammina. Davanti alla porta dell'appartamento inciampa sul fischietto che Spiffkins aveva perso. Non resiste alla tentazione di provare a fischiare. Un bobby nelle vicinanze risponde al fischio che segnala pericolo, e in breve a fischio risponde fischio, e l'intero corpo di polizia del quartiere è allertato. Poliziotti accorrono, a decine, e circondano Elsa, chiedendole se per caso avesse fischiato: lei, intimidita, nega. Poi i poliziotti si accorgono che davanti all'ingresso della casa c'è un cappello da agente. Penetrano nell'abitazione, e inizia una grande colluttazione con coloro che stanno all'interno. Arrivano i rinforzi, si sviluppa una sparatoria.
Elsa è rimasta coinvolta: anche lei è dentro l'appartamento, e contribuisce, del tutto involontariamente, alla cattura di diversi dei convenuti (che ora indossano tutti una maglietta a righe, stile carcerato). Credendo di aver causato un grave incomodo alla polizia, alla prima occasione – dopo aver perso il cappellino – esce e va a casa. La polizia intanto arresta tutti i malviventi.
Il mattino dopo un agente si presenta da Elsa, le rende il cappellino (che lei cerca di buttar via, non volendo far sapere di essere stata lei la causa del trambusto), ma il bobby le ordina di seguirlo al posto di polizia. Giuntavi, di nuovo le viene chiesto se fosse stata lei a fischiare. Dapprima Elsa nega, poi ammette la verità. L'intero corpo di polizia allora si congratula con lei, che ha reso possibile sgominare un'intera banda di criminali e il salvataggio dell'agente Spiffing: tutti, uno a uno, le stringono la mano, un applauso generale segue, ed infine Spiffing stesso vuole ringraziarla di persona.
Elsa s'immagina Spiffing come un aitante servitore della legge: rimane un po' delusa quando l'agente – che non è proprio un Adone - si presenta, con un braccio al collo, a stringerle la mano. Si decide di darle un premio: ripescato dall'adiacente ufficio degli oggetti smarriti, le viene consegnato solennemente un ombrello.
Sollevata, Elsa lascia il posto di polizia. L'ombrello è rotto. Vuole dapprima abbandonarlo per strada, poi decide di recarsi al banco dei pegni e di impegnarlo. Il figlio del gestore è accovacciato sul bancone e sta per soffiare in un fischietto. Elsa glielo toglie di mano, ammonendolo a pensarci due volte prima di fischiare. Il bambino fischia lo stesso, ed Elsa – prima ancora di incassare i pochi centesimi per l'ombrello – fugge a gambe levate.

## Produzione
"Bluebottles" è un'espressione gergale inglese, ormai desueta, per indicare i poliziotti, che sono i co-protagonisti del film; il termine significa correntemente "moscone azzurro", e un tale insetto viene raffigurato nella prima scena del film, mentre scorrono i titoli di testa.
Ivor Montagu è stato uno dei membri fondatori, nel 1925, della Film Society di Londra, uno degli scopi della quale era mostrare film che non rientravano nel circuito commerciale britannico. Blue Bottles fa parte di un insieme di tre film che Montagu ha realizzato nel 1928 per la Angle Pictures con la collaborazione di H. G. Wells e di suo figlio Frank Wells (gli altri due sono Day-Dreams e The Tonic) .
Charles Laughton ha fatto il suo debutto cinematografico con Blue Bottles.
La pellicola, per l'uscita britannica, constava di 2 rulli per una lunghezza totale di 696 metri.

## Distribuzione
Il film è uscito nelle sale cinematografiche britanniche nel maggio del 1928, distribuito dalla Ideal Film Company.
Nel 2000 il British Film Institute ha realizzato un video di Blue Bottles, inserito in "History of the Avant-Garde – Britain in the Twenties", con musica di Neil Brand.
In tempi recenti, Blue Bottles è stato programmato al Birds Eye View Film Festival di Londra del 2008. Il film è visionabile sulla piattaforma YouTube.

## Accoglienza
Lo/la studioso/a di cinema e media Jamie Sexton nota: "Blue Bottles è prevalentemente di genere slapstick. (…) Una delle ragioni per cui gli slapstick venivano apprezzati dagli appassionati di cinema risiedeva nelle loro qualità visuali: in Blue Bottles l'azione è prevalentemente visiva – diversamente da molti film del periodo, qui vi sono poche didascalie. In molte occasioni, la predilezione di Montagu per la sperimentazione cinematografica è evidente. (…) L'incorporazione di elementi sperimentali in un contesto prevalentemente slapstick potrebbe sembrare un po' goffo, e ai tempi è stato criticato; tuttavia questo modo di procedere rappresenta il tentativo di Montagu di estendere la tavolozza del genere slapstick per adattarlo ai tempi. Questo approccio tuttavia si rivelò non gradito al pubblico, e l'intero pacchetto dei tre film costituì una perdita finanziaria, che portò alla fine alla chiusura della Angle Pictures."